# Kurier Poranny (1877–1939)

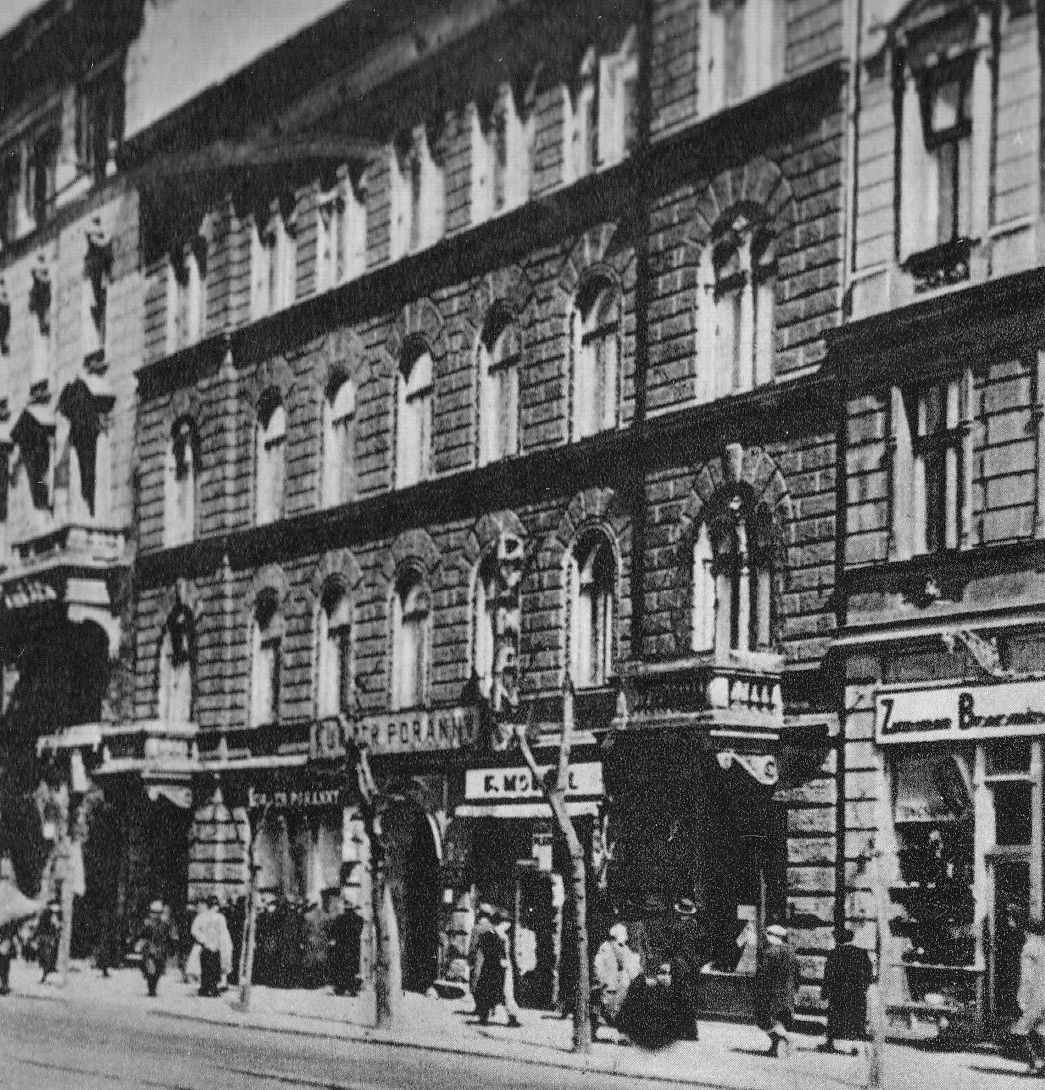
Siedziba redakcji „Kuriera Porannego” przy ul. Marszałkowskiej 148

Kurier Poranny – polski dziennik informacyjno-publicystyczny, wydawany w latach 1877–1939 w Warszawie.
Siedziba redakcji mieściła się przy ul. Marszałkowskiej 148.

## Opis
Od 1876 Jan Mieczkowski wspólnie z Aleksandrem Niewiarowskim wydawał i redagował w Warszawie dziennik teatralny „Antrakt”. Prospekt „Antraktu” ukazał się 21 maja 1876, a pierwszy numer 1 lipca 1876. Gazeta ta, kupiona w 1877 roku przez Feliksa Fryze, wychodziła pod tytułem „Kurier Poranny”. 
Na początku stycznia 1906 działalność pisma została zawieszona.
„Kurier Poranny” obok pisma „Rząd i Wojsko” oraz dzienników „Gazeta Polska” i „Naród” zalicza się do organów, za pomocą których politycy obozu Józefa Piłsudskiego oddziaływali na społeczeństwo. Grupa ta, określana jako koła belwederskie, rekrutowała się z tzw. lewicy niepodległościowej – PPS, PSL „Wyzwolenie”, z działaczy o rodowodzie legionowo-peowiackim oraz z drobnych ugrupowań liberalno-demokratycznych.